# Hekinan
Hekinan (jap. 碧南市 Hekinan-shi) – miasto w Japonii, w prefekturze Aichi, na wyspie Honsiu nad zatoką Mikawa.
Miasto powstało 5 kwietnia 1948 roku w wyniku połączenia miejscowości Ōhama, Shinkawa, Tanao i wioski Asahi z powiatu Hekikai.

## Populacja
Zmiany w populacji Hekinanu w latach 1970–2015:
| Rok  | Populacja |
| ---- | --------- |
| 1970 | 56 933    |
| 1975 | 60 680    |
| 1980 | 62 021    |
| 1985 | 63 778    |
| 1990 | 65 899    |
| 1995 | 66 956    |
| 2000 | 67 814    |
| 2005 | 71 408    |
| 2010 | 72 020    |
| 2015 | 71 362    |

## Miasta partnerskie
- Stany Zjednoczone: Edmonds[2]
- Chorwacja: Pula[2]